# Song Huizong

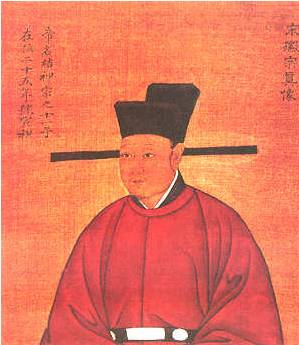
El emperador Huizong según una pintura coetánea.

Huizong (en chino, 徽宗; pinyin, Huīzōng; Wade-Giles, Hui-tsung; 2 de noviembre de 1082-4 de junio de 1135) fue el octavo emperador de la Dinastía Song de China.
Nacido Zhao Ji, fue el undécimo de los hijos del emperador Shenzong. La muerte sin hijos de su medio hermano el emperador Zhezong en febrero de 1100 le sentó en el trono de China, que ocuparía por espacio de 26 años. Erudito, calígrafo, pintor, músico y poeta, su corte se convirtió en un centro cultural de capital importancia, y reunió una extensísima colección de arte, de la que se conocen 6.000 pinturas.
Su vida de lujo, sofisticación y arte terminó de manera trágica con la invasión de los nómadas Jurchen de Manchuria.